# 眼，鼻，嘴
《眼，鼻，嘴》（韓語：눈, 코, 입）是南韓歌手太陽錄製的一首歌曲，作為他第二張正規專輯《Rise》的第二支主打單曲。這首歌由泰迪·朴、Bekuh Boom、Dee.P 和 P.K 共同製作，歌詞則由泰迪·朴和太陽 共同創作。這首歌發行後登上 Gaon數位排行榜與 K-pop Hot 100的冠軍寶座，並成為2014年度表現第二佳的單曲。

## 背景與創作過程
2014年5月29日，YG娛樂宣布《Eyes, Nose, Lips》將作為太陽第二張正規專輯《Rise》的主打歌，並於6月3日隨著專輯與 MV 一同發行。太陽在接受告示牌採訪時透露，這首歌是整張專輯中最後完成的作品，也是促使他決定發行這張專輯的關鍵。他描述創作過程時表示：「當 Teddy 在寫和弦的時候，Bekuh Boom 當場哼出旋律，我聽了之後非常喜歡，覺得自己的聲音能為這首歌帶來新的感覺。錄完Demo之後，我跟 Teddy 分享了自己的親身經歷，他認為可以把這些情感融入歌詞裡，於是我們一起創作了一首關於思念舊愛，回憶對方的眼睛、鼻子與嘴唇的歌曲。這是一首充滿情感的作品。」
《Eyes, Nose, Lips》是一首R&B 風格的抒情歌曲，以純粹的鋼琴伴奏為基底，搭配太陽極具感染力的嗓音。這首歌採用C 大調，拍號為 4/4 拍，節奏介於每分鐘 72 至 76 拍。歌詞如：「即使你已經離開，我依然無法抹去你的痕跡 / 依舊記得你的眼、鼻、唇、觸感，還有你那小小的指甲」以及「能不能再見你一次，就算只是一瞬間，或只是偶然相遇 / 每天我都因這份思念而焦慮不安」，展現對逝去戀情的無限懷念。《The Star Online》 形容這首歌是一首深情的情歌，以濃厚的鋼琴旋律為主，極少使用音效修飾。

## 宣傳活動
太陽首次演唱《Eyes, Nose, Lips》是在 2014年6月6日的 SBS 音樂節目《人气歌谣》。接著，他在Mnet《M Countdown》 進行了第二次回歸舞台。此外，他也在音樂訪談節目《柳喜烈的寫生簿》中表演了這首歌。
2014年6月15日，YG娛樂宣布推出「翻唱企劃」，讓旗下藝人翻唱其他音樂人的作品。樂童音樂家是第一組參與該計劃的藝人，他們率先發表了自己的版本。之後，Tablo 也推出了自己的饒舌改編版，而太陽則在歌曲的橋段部分登場。Lydia Paek 則成為第三位翻唱這首歌的 YG藝人。

## 鄧紫棋翻唱版本
2023年，香港歌手鄧紫棋將這首歌翻唱為中文版，並親自填詞創作出《紅薔薇白玫瑰》。她表示，雖然不懂韓文，但這首歌帶給她許多畫面與情緒，因此在一年半前寫下歌詞，最終將其錄製並發行。

## 樂評反應
《Eyes, Nose, Lips》獲得了樂評界的高度讚譽，並被評為年度最佳歌曲之一。來自 《The Star Online》 的 Melody L. Goh 讚賞太陽，表示他「可能已經創造出一首音樂上的黃金之作。」《Miami New Times》 的 Douglas Markowitz 也提到：「即使你聽不懂歌詞，也能從他的嗓音中感受到滿滿的情感。」《Noisey》 的 Jakob Dorof 形容這首歌「美得令人心痛，就像它所描述的女孩一樣」，並稱讚它「細膩堆疊的編曲，讓這首歌在進入關鍵轉調時，帶來年度最令人激動的釋放感。」《PopMatters》 的Scott Interrante形容《Eyes, Nose, Lips》是一首充滿情感張力的作品，並稱讚太陽的嗓音與 MV 的呈現方式。此外，《Kult Scene》 指出，太陽「讓聽眾能深刻感受到這首歌所表達的悲傷與憤怒」，並認為這是他最具脆弱感的作品之一，甚至「將成為他音樂生涯中最經典的歌曲之一。」
| 評論家／媒體   | 榜單                    | 排名 | Ref.   |
| -------------- | ----------------------- | ---- | ------ |
| Channel V Asia | 2014年15首最佳K-Pop歌曲 | 1    | [ 17 ] |
| IZM            | 2014年度十大單曲        | 2    | [ 18 ] |
| Melon          | 史上百大K-Pop金曲       | 46   | [ 19 ] |
| Music Y        | 2014年度十大歌曲        | 4    | [ 20 ] |
| Noisey         | 2014年20首最佳K-Pop歌曲 | 14   | [ 14 ] |
| PopMatters     | 2014年最佳K-Pop歌曲     | 8    | [ 15 ] |

## 商業表現
《Eyes, Nose, Lips》發行後立即登上 Gaon數位排行榜與下載排行榜（Download Chart）冠軍，首週銷量突破32萬次下載。
在Gaon串流排行榜（Streaming Chart）方面，該單曲在發行第二週攀升至冠軍，並在榜首位置連續停留了五週。在 6 月的月榜中，《Eyes, Nose, Lips》同樣拿下數位、下載與串流三冠王，當月下載量突破76.5萬次，串流播放次數達2,170 萬次。
到了 2014 年底，這首歌在韓國的下載總量突破161萬次，累計串流播放量突破 7,470 萬次，成為該年度表現第二佳的單曲。
在國際榜單方面，《Eyes, Nose, Lips》首次登上 Billboard K-Pop Hot 100 時排名第 34 名，但在第二週便躍升至冠軍，讓太陽獲得個人首支 K-Pop Hot 100 冠軍單曲，這也是他繼 BIGBANG 兩首冠軍歌曲後，第三次奪下榜首。此外，該曲在BillboardWorld Digital Song Sales最高達到第 3 名。

## 獲獎
| Ceremony                | Year | Award                         | Result | Ref.   |
| ----------------------- | ---- | ----------------------------- | ------ | ------ |
| 甜瓜音樂獎              | 2014 | Song of the Year              | 獲獎   | [ 27 ] |
| 甜瓜音樂獎              | 2014 | Best R&B / Soul Award         | 提名   | [ 27 ] |
| MAMA大獎                | 2014 | Song of the Year              | 獲獎   | [ 28 ] |
| MAMA大獎                | 2014 | Best Vocal Performance – Male | 獲獎   | [ 28 ] |
| Philippine K-pop Awards | 2014 | Song of the Year              | 獲獎   | [ 29 ] |
| Gaon Chart Music Awards | 2015 | Best Song of June             | 獲獎   | [ 30 ] |
| 金唱片獎                | 2015 | Digital Daesang               | 獲獎   | [ 31 ] |
| 金唱片獎                | 2015 | Digital Bonsang               | 獲獎   | [ 31 ] |
| Myx Music Awards        | 2015 | Favorite K-pop Video          | 提名   | [ 32 ] |

| 節目           | 日期     | Ref.   |
| -------------- | -------- | ------ |
| M Countdown    | 6月12日  | [ 33 ] |
| M Countdown    | 6月19日  | [ 34 ] |
| M Countdown    | 7月3日   | [ 35 ] |
| Show! 音樂中心 | 6月14日  | [ 36 ] |
| 人气歌谣       | 6月15日  | [ 37 ] |
| 人气歌谣       | 6月22日  | [ 38 ] |
| 人气歌谣       | July 6日 | [ 39 ] |
| 音乐银行       | 6月20日  | [ 40 ] |

## Charts
| Chart (2014)                       | Peak position |
| ---------------------------------- | ------------- |
| South Korea (Gaon)                 | 1             |
| South Korea (K-pop Hot 100)        | 1             |
| US World Digital Songs (Billboard) | 3             |

| Chart (2014)       | Peak position |
| ------------------ | ------------- |
| South Korea (Gaon) | 1             |

| Chart (2014)                       | Position |
| ---------------------------------- | -------- |
| South Korea (Gaon)                 | 2        |
| US World Digital Songs (Billboard) | 23       |

## 認證與銷售
| 地區                 | 认证 | 认证单位/销量 |
| -------------------- | ---- | ------------- |
| South Korea          | —    | 2,500,000     |
| Streaming            |      |               |
| 日本（日本唱片協會） | 金   | 50,000,000†   |
| †僅含認證的銷量      |      |               |